# Nicolaus Nicolai Stenhammar
Nicolaus Nicolai Stenhammar, född 5 oktober 1667 i Vinnerstads socken, död 10 april 1713 i Svanshals socken, Östergötlands län, var en svensk präst i Svanshals församling.

## Biografi
Nicolaus Nicolai Stenhammar föddes 5 oktober 1667 i Vinnerstads socken. Han var son till krutsjuderinspektor Nils Pehrsson på Hamra i Västra Stenby socken. Stenhammar blev 1691 student vid Uppsala universitet, Uppsala och prästvigdes 1700. Han blev sistnämnda år komminister i Vadstena församling, Vadstena pastorat och 1707 kyrkoherde i Svanshals församling, Svanshals pastorat. Stenhammar avled 10 april 1713 i Svanshals socken.

### Familj
Stenhammar gifte sig första gången 1703 med Christina Norberg. Hon var dotter till kyrkoherden Matthias Svenonis Norbergius och Anna Hemmingia i Svanshals socken. De fick tillsammans dottern Margareta.
Stenhammar gifte sig andra gången 1707 med Catharina Broms. Hon var dotter till lektorn Petrus Broms och Helena Pontin i Linköping. De fick tillsammans dottern Helena. Efter Stenhammars död gifte Catharina Broms om sig med kyrkoherden Johannes Emundi Wettrenius i Svanshals socken.